# آرزوکسیفن
آرزوکسیفن (به انگلیسی: Arzoxifene) با فرمول شیمیایی C۲۸H۲۹NO۴S یک ترکیب شیمیایی با شناسه پاب‌کم ۱۷۹۳۳۷ است. که جرم مولی آن ۴۷۵٫۶۰ g/mol می‌باشد. 